# Rosema falcata
Rosema falcata är en fjärilsart som beskrevs av William Schaus 1906. Rosema falcata ingår i släktet Rosema och familjen tandspinnare. Inga underarter finns listade.